# Michael Wolff (Journalist)

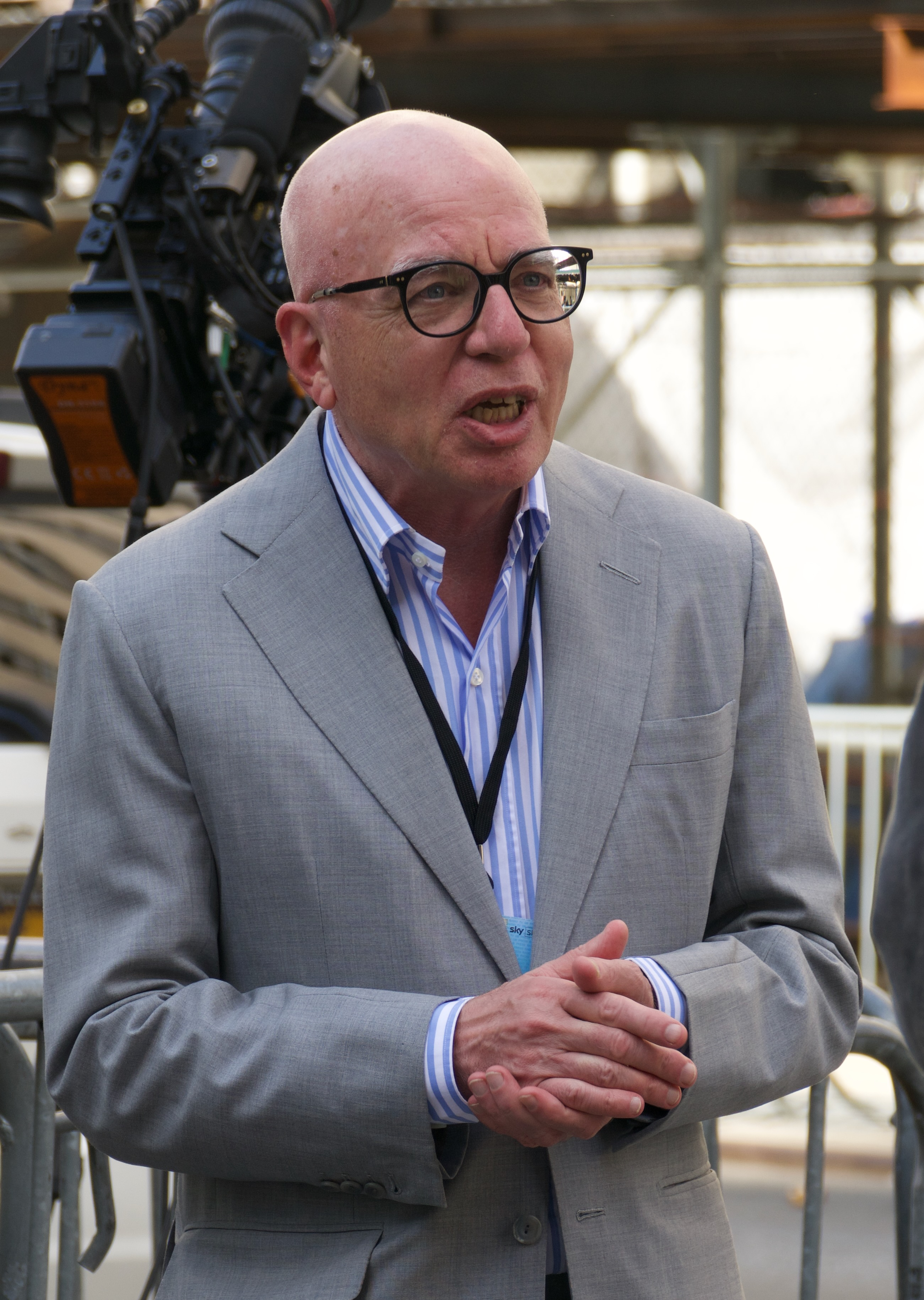
Michael Wolff (2024)

Michael Wolff (* 27. August 1953 in New Jersey) ist ein amerikanischer Autor, Essayist und Journalist. Er schreibt regelmäßig für USA Today, The Hollywood Reporter und die britische Ausgabe der GQ.
Weltweit bekannt wurde er durch das Anfang 2018 veröffentlichte Buch Fire and Fury: Inside the Trump White House, das im  Februar 2018 unter dem Titel Feuer und Zorn auf Deutsch erschien.

## Leben
Wolff wuchs in einer jüdischen Familie auf. Sein Vater Lewis A. Wolff war in der Werbung tätig, seine Mutter Marguerite „Van“ (Vanderwerf) Wolff (1925–2012) war Zeitungsreporterin. Wolff studierte am Columbia College der Columbia University in New York City und arbeitete nebenher als Laufbursche für die New York Times.
Sein erster Zeitschriftenbeitrag erschien 1974 im New York Times Magazine: ein Porträt der Patty-Hearst-Entführerin Angela Atwood, die in seiner Nachbarschaft lebte. Kurz darauf verließ er die Times und arbeitete als freier Mitarbeiter für das zweiwöchentliche Nachrichtenmagazin New Times.
1979 veröffentlichte er sein erstes Buch, White Kids, eine Essaysammlung, und erhielt daraufhin einen Vorschuss für das Schreiben eines Romans, den er jedoch nie vollendete. Stattdessen wurde er Medienunternehmer.
1988 übernahm Wolff die Geschäftsführung der Zeitschrift Campaigns & Elections. Außerdem beriet er Neugründungen, darunter Wired, und war an der Finanzierung für Medienunternehmen beteiligt. 1991 gründete Wolff eine Firma für Book-Packaging. Sein erstes Projekt, Where We Stand, war das Begleitbuch zu einer PBS-Serie. Das nächste größere Projekt war einer der ersten Internet-Wegweiser: Net Guide, verlegt von Random House. Als dieser Titel als monatliches Magazin erschien, wurde dieses vom Computer-Zeitschriftenverlag CMP Media übernommen.
Michael Wolff war bis 2014 mit der New Yorker Anwältin Alison Anthoine verheiratet. Gemeinsam haben sie drei Kinder. Eine weitere Tochter stammt aus der Beziehung zur Autorin Victoria Floethe.

## Bücher
- Burn Rate. How I survived the Gold Rush Years on the Internet. Simon & Schuster, New York 1998, ISBN 0-684-84881-3.
  - dt.: Goldrausch. Vom Überleben in der wilden Welt des Internet-Business. Übersetzt von Nikolaus Gatter, Econ Verlag, München 1998, ISBN 3-430-19822-4.
- The Man Who Owns the News: Inside the Secret World of Rupert Murdoch. Broadway Books, New York 2008, ISBN 978-0-385-52612-8.
  - dt.: Der Medienmogul. Die Welt des Rupert Murdoch. Übersetzt von Michael Müller. Deutsche Verlagsanstalt, Hamburg 2009, ISBN 978-3-421-04423-5.
- Fire and Fury: Inside the Trump White House. Macmillan USA, Little, Brown, London 2018, ISBN 978-1-250-30031-7.
  - dt.: Feuer und Zorn: Im Weißen Haus von Donald Trump. Übersetzt von Isabel Bogdan, Thomas Gunkel, Dirk van Gunsteren u. a. Rowohlt Verlag, Reinbek 2018, ISBN 978-3-498-09465-2.
- Siege: Trump Under Fire.  Macmillan USA; Little, Brown, London 2019, ISBN 978-1-250-26489-3.
  - dt.: 2019: Unter Beschuss: Trumps Kampf im Weißen Haus. Übersetzt von Gisela Fichtl, Hainer Kober u. a. Rowohlt Verlag, ISBN 978-3-498-00109-4.
- Landslide: The Final Days of the Trump Presidency. Henry Hold, New York; Little, Brown, London 2021, ISBN 978-1-4087-1465-2.
  - dt.: 77 Tage. Amerika am Abgrund: Das Ende von Trumps Amtszeit. Übersetzt von Karsten Singelmann u. a. Rowohlt Verlag, Reinbek 2021, ISBN 978-3-498-00282-4.
- Too Famous: The Rich, the Powerful, the Wishful, the Notorious, the Damned. Macmillan USA, Oktober 2021, ISBN 978-1-250-14762-2.
- All or Nothing: How Trump Recaptured America. Random House, Februar 2025, ISBN 979-8-217-07071-8.
  - dt. Alles oder nichts: Donald Trumps Rückkehr an die Macht . Droemer, Februar 2025, ISBN 978-3426284803[10]

## Hörbücher
- 2008 (Audible): The Man Who Owns the News: Inside the Secret World of Rupert Murdoch. (Autorenlesung), Random House Audio
- 2018: Fire and Fury: Inside the Trump White House. (mit Holter Graham),  Macmillan Audio, ISBN 978-1-250-30031-7.

## Rezensionen
- Gideon Haigh: Vanity Fare. In: The Monthly. Band 43, März 2009, S. 54–55 (Rezension von The Man Who Owns the News).
- David Carr: Plowing Through the Door. In: The New York Times. 26. Dezember 2008 (Rezension The Man Who Owns the News).
- Paul Farhi: Michael Wolff tells a juicy tale in his new Trump book. But should we believe it? In: The Washington Post. 3. Januar 2018, abgerufen am 6. Januar 2018 (englisch).